# Kayserispor Kulübü

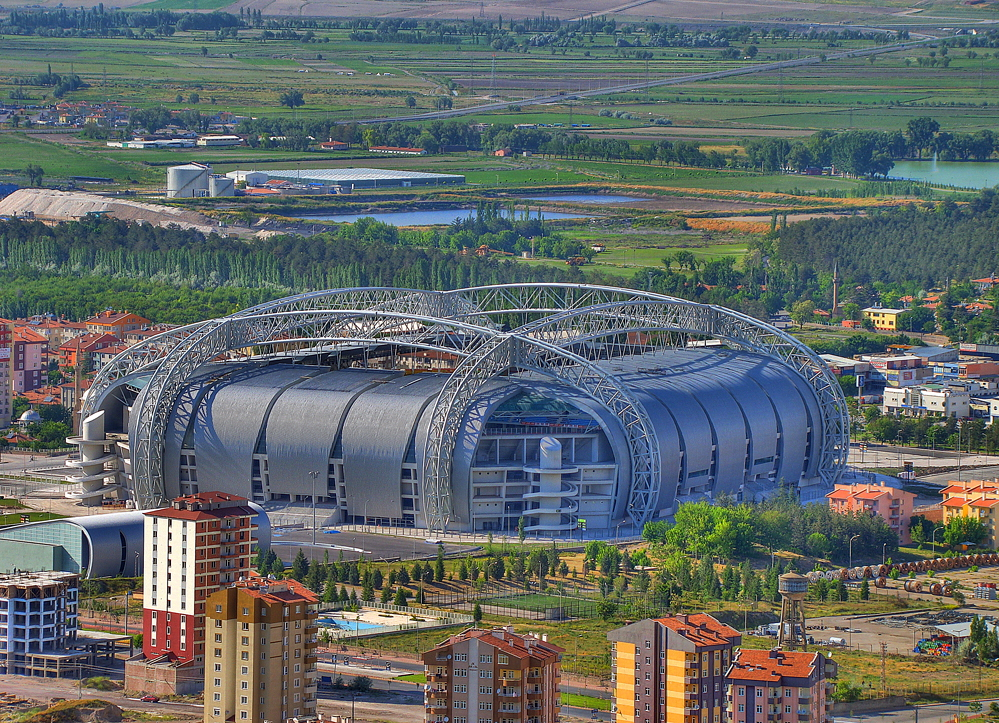
Estadi Kayseri Kadir Has

El Kayserispor Kulübü és un club de futbol turc de la ciutat de Kayseri. Des del 2019 és l'únic club de futbol a la Süper Lig turca que té una dona, Berna Gözbaşı, com a presidenta.

## Història
El club va ser fundat l'any 1975, a partir d'un club anomenat Kayserigücü. Durant la seva història ha tingut diverses denominacions i colors:
- 1975: Kayseri Emniyetspor, colors vermell i blau fosc.
- 1989-90: Kayseri Erciyesspor, colors negre i blanc.
- 1992: Büyükşehir Belediye Erciyesspor, colors blau i blanc.
- 1994: Melikgazi Belediyespor, colors groc i vermell.
- 1999: Hacılar Erciyesspor, colors groc i blau fosc.
- 2001: Erciyesspor, colors groc, vermell i blanc.
- 2004: Kayserispor, colors groc i vermell, en canviar el nom amb el Kayseri Erciyesspor.

## Palmarès
- Copa Intertoto (1): 2006
- Copa TSYD (1) 1995
- Copa turca (1): 2008

## Entrenadors estrangers
| Nacionalitat | Nom                | Anys                 |
| ------------ | ------------------ | -------------------- |
|              | Shota Arveladze    | 2010-2012            |
|              | Marius Șumudică    | 2017-2018            |
|              | Domingos Paciência | 2014                 |
|              | Robert Prosinečki  | 2012–2013, 2019-2020 |
|              | Dan Petrescu       | 2020-2021            |